# Grbavica (dystrykt Brczko)
Grbavica – wieś w Bośni i Hercegowinie, w dystrykcie Brczko. W 2013 roku liczyła 1527 mieszkańców, z czego większość stanowili Serbowie.